# Niegowce
Niegowce (ukr. Негівці) – wieś na Ukrainie, w  obwodzie iwanofrankiwskim, w rejonie kałuskim.
Wieś prawa wołoskiego, położona była w drugiej połowie XV wieku w ziemi halickiej województwa ruskiego.